# 打入主义
打入主义（英語：Entryism）是一种政治策略，指一个组织鼓励其成员或支持者加入另一个更大的组织，以扩大影响力并推广他们的观念和方案。如果被“打入”的组织对打入主义持敌对态度，渗透者可能会采取一定程度的计谋和非常行为，以隐藏他们实际上是一个独立组织的事实。
第二次世界大战结束后，时任第四国际领导人米歇尔·帕布洛提出长期加入“工人阶级群众政党”的策略，理由是托派在战后欧洲建立独立政党的前景渺茫，实行“打入主义”将防止托派运动变成微小的宣传圈子、与工人阶级隔绝的宗派。后来，托派组织经常采取这种策略。最著名的例子是英国托派组织战斗倾向“打入”工党。